# Estreito de Peel
Estreito de Peel é uma passagem marítima entre a Ilha do Príncipe de Gales e a Ilha Somerset no Arquipélago Ártico Canadiano, em Nunavut, Canadá. 